# Juan Carlos Aramburu
Juan Carlos Aramburu (Reducción, Córdoba, 11 de febrero de 1912 – Buenos Aires, 19 de noviembre de 2004) fue un cardenal argentino y arzobispo de Buenos Aires.

## Biografía

### Primeros años y formación
Nació en Reducción, en la provincia de Córdoba, el 11 de febrero de 1912. 
A los once años ingresó en el Seminario de Córdoba y, tras concluir sus estudios, fue enviado al Colegio Pío Latinoamericano de Roma. 

### Sacerdocio
Fue ordenado sacerdote el 28 de octubre de 1934, en Roma.
Obtuvo el Doctorado en Filosofía y en Derecho Canónico en la Universidad Gregoriana de Roma.
Desde 1934 a 1946 desarrolló su trabajo pastoral en la diócesis de Río Cuarto, fue profesor y vicerrector del Seminario de Córdoba y fue profesor en la Universidad Nacional de Córdoba.

## Episcopado

### Obispo en Tucumán

El obispo Aramburu, Carlos Domínguez y Eva Perón, presiden la inauguración de un barrio obrero, en Banda del Río Salí (1946).

El 7 de octubre de 1946 el papa Pío XII lo nombró obispo titular de Platea y obispo auxiliar de Tucumán con sólo 35 años. Era el obispo más joven de la historia de Argentina. 
Fue consagrado obispo en la ciudad de Córdoba el 15 de diciembre de 1946, por el arzobispo de Córdoba Fermín Lafitte; el 28 de agosto de 1953 fue proclamado obispo titular de Tucumán. 
Durante su ejercicio pastoral mantuvo una conducta institucional equidistante entre el gobierno provincial peronista, los sectores obreros y las clases medias tucumanas. Esto permitió que durante el conflicto entre el gobierno de Juan Domingo Perón y la Iglesia Católica, entre 1954 y 1955, sus efectos no alcanzasen a la provincia de Tucumán.
El 13 de marzo de 1957 fue promovido a arzobispo de Tucumán cuando el obispado fue elevada a metropolitana.
Aramburu participó en todas las sesiones del Concilio Vaticano II. 

### Arzobispo de Buenos Aires
El 14 de junio de 1967 fue trasladado a la arquidiócesis de Buenos Aires como arzobispo titular de Torres de Bizacena y fue nombrado coadjutor, con derecho a sucesión, de Buenos Aires por el papa Pablo VI
Asistió a la II Conferencia General del Episcopado Latinoamericano, del 24 de agosto al 6 de septiembre de 1968, Medellín, Colombia. 
Asistió a la I Asamblea Extraordinaria del Sínodo de los obispos, Ciudad del Vaticano, 11 al 28 de octubre de 1969. 
Sucedió a Antonio Caggiano en la sede primada de Buenos Aires el 22 de abril de 1975. 
El 21 de abril de 1975 fue designado ordinario para los fieles de rito oriental en Argentina desprovistos de ordinario propio, cargo que desempeñó hasta 1990.

#### Renuncia
Como es preceptivo según las reglas canónicas, a los 75 años presentó su renuncia al gobierno del arzobispado de Buenos Aires el 11 de febrero de 1987, pero por pedido del papa Juan Pablo II permaneció en el cargo por tres años más hasta el 10 de julio de 1990 cuando fue sucedido por Antonio Quarracino.

### Cardenalato
Fue elevado a Cardenal presbítero el 24 de mayo de 1976 por el papa Pablo VI, recibiendo la birreta roja y el título de S. Giovanni Battista dei Fiorentini. 
Participó en el Cónclave del 25 al 26 de agosto de 1978. 
Participó en el Cónclave del 14 al 16 de octubre de 1978. 
Desde el 27 de enero al 13 de febrero de 1979 asistió a la III Conferencia General del Episcopado Latinoamericano, Puebla, México. 
El 31 de mayo de 1981 fue designado miembro del Consejo de Cardenales para el Estudio de los Problemas Organizativos y Económicos de la Santa Sede. 
Asistió a la VI Asamblea Ordinaria del Sínodo de los obispos, Ciudad del Vaticano, 29 de septiembre a 28 de octubre de 1983. 
Fue el primero en llegar a las bodas de oro episcopales en la historia de la Iglesia argentina.
Fue enviado especial del Papa para la celebración del Centenario de la Coronación de la Imagen de Nuestra Señora del Valle, Catamarca, Argentina, 12 de abril de 1991. 
Perdió el derecho de votar en el Cónclave cuando cumplió 80 años de edad, 11 de febrero de 1992. 
Asistió a la IV Conferencia General del Episcopado Latinoamericano, Santo Domingo, República Dominicana, 12 al 28 de octubre de 1992.

## Fallecimiento
Falleció el 19 de noviembre de 2004 en su casa del barrio porteño de Belgrano a los 92 años de edad, cuando se aprestaba a salir para el santuario de San Cayetano, en el barrio de Liniers, donde dos veces a la semana confesaba a los feligreses. Al momento de su muerte, el cardenal estaba junto a su secretario privado y familiar desde 1970, presbítero Miguel Ángel Irigoyen, quien le administró la unción de los enfermos. Está sepultado en la Catedral metropolitana de Buenos Aires.

## Controversias
Se lo acusa de haber sido colaborador de la dictadura militar:

En la Argentina no hay fosas comunes y a cada cadáver le corresponde un ataúd. Todo se registró regularmente en los correspondientes libros. ¿Desaparecidos? No hay que confundir. Hay desaparecidos que viven tranquilamente en Europa.

Estuvo de acuerdo con las privatizaciones de Carlos Menem y apoyó abiertamente el indulto a los militares.
Se alternó con el cardenal Raúl Primatesta, arzobispo de Córdoba, en la cúpula de la Conferencia Episcopal Argentina y defendió la mediación papal en el conflicto limítrofe entre Chile y Argentina.

## Sucesión
| Predecesor: Antonio Caggiano | Arzobispo de Buenos Aires 1975 - 1990 | Sucesor: Antonio Quarracino |

- Datos: Q962376
- Multimedia: Juan Carlos Aramburu / Q962376